# 于丁 (1916年)
于丁（1916年12月—2019年1月12日），原名束荣祖，江苏镇江人，中国人民解放军大校，装甲兵原副政治委员。

## 生平
1916年12月生于江苏镇江姚桥镇束家村。6岁入村私塾读书，14岁考入镇江乡村师范学校，毕业后从教。1935年考取上海新华艺术专科学校艺术教育系。
1937年七七事变后参加革命。先后在陕西云阳青训班、陕北公学、抗日军政大学第四期、延安马列学院学习。1938年1月加入中国共产党。1940年加入八路军第120师359旅，历任营政治教员、营副政治委员、连指导员。第二次国共内战时期，历任团政治处主任、军分区政治部副主任等职，参加中原突围、临汾、晋中、太原、扶眉等战役战斗。1949年1月，359旅改编为7军19师59团，他担任政治委员。同年5月，调任第7军政治部组织部长。
1951年5月，调任摩托装甲兵司令部组织部长。1961年5月，担任新成立的西安装甲兵工程学院副政治委员。文化大革命期间受到冲击。1970年12月至1982年9月，任装甲兵副政治委员。1972年5月，作为中国政府代表团副团长（团长为白相国）赴非洲苏丹参加“五·二五”革命节三周年庆祝活动。1983年11月离职休养。
2015年9月2日，在人民大会堂接受中国人民抗日战争胜利70周年纪念章。
2019年1月12日在北京逝世。

## 军衔
- 上校（1955年）
- 大校（1960年）